# Мамдани, Эбрахим
Запрос Система нечёткого логического вывода типа Мамдани перенаправляется сюда. На эту тему нужна отдельная статья.
Эбрахим (Эйб) Мамдани (англ. Ebrahim (Abe) H. Mamdani; 1 июня 1942, Танзания — 22 января 2010) — английский математик и информатик. Профессор математики лондонского Имперского колледжа.

## Биография
Эбрахим Мамдани родился в Танзании в 1942 году. Учился в Индии, а затем в 1966 году переехал в Великобританию. Получил степень доктора философии в Лондонском университете королевы Марии, затем начал преподавать на Электротехническом факультете вуза. В 1975 году предложил алгоритм нечёткого логического вывода, получивший впоследствии название «система нечёткого логического вывода типа Мамдани» (англ. Mamdani-Type Fuzzy Inference). Методика алгоритма основана на подражании человеческим чувствам, в работе алгоритма в качестве входных данных используются нечёткие и лингвистические переменные, а на выходе определяются приближённые количественные значения для каждой введённой лингвистической переменной.
В июле 1995 года покинул университет королевы Марии, и стал работать в Имперском колледже Лондона, где получил звание профессора-эмерита. В 1999 году Мамдани получил награду «пионер нечёткой логики» от Европейского общества нечёткой логики и технологий, а в 2003 году – награду «пионер нечёткой логики» от американского Института инженеров электротехники и электроники. Эбрахим Мамадани также был членом Института инженеров электротехники и электроники США, Великобритании и Королевской инженерной академии Великобритании.